# 율리우스 콘스탄티우스
플라비우스 율리우스 콘스탄티우스(337년 9월 사망)는 로마 제국의 정치가이자 콘스탄티누스 왕조의 일원으로 콘스탄티우스 클로루스 황제와 그의 두 번째 부인 플라비아 막시미아나 테오도라의 아들로 태어났는데, 콘스탄티누스 대제의 이복동생이며 율리아누스 황제의 아버지이다.

## 전기

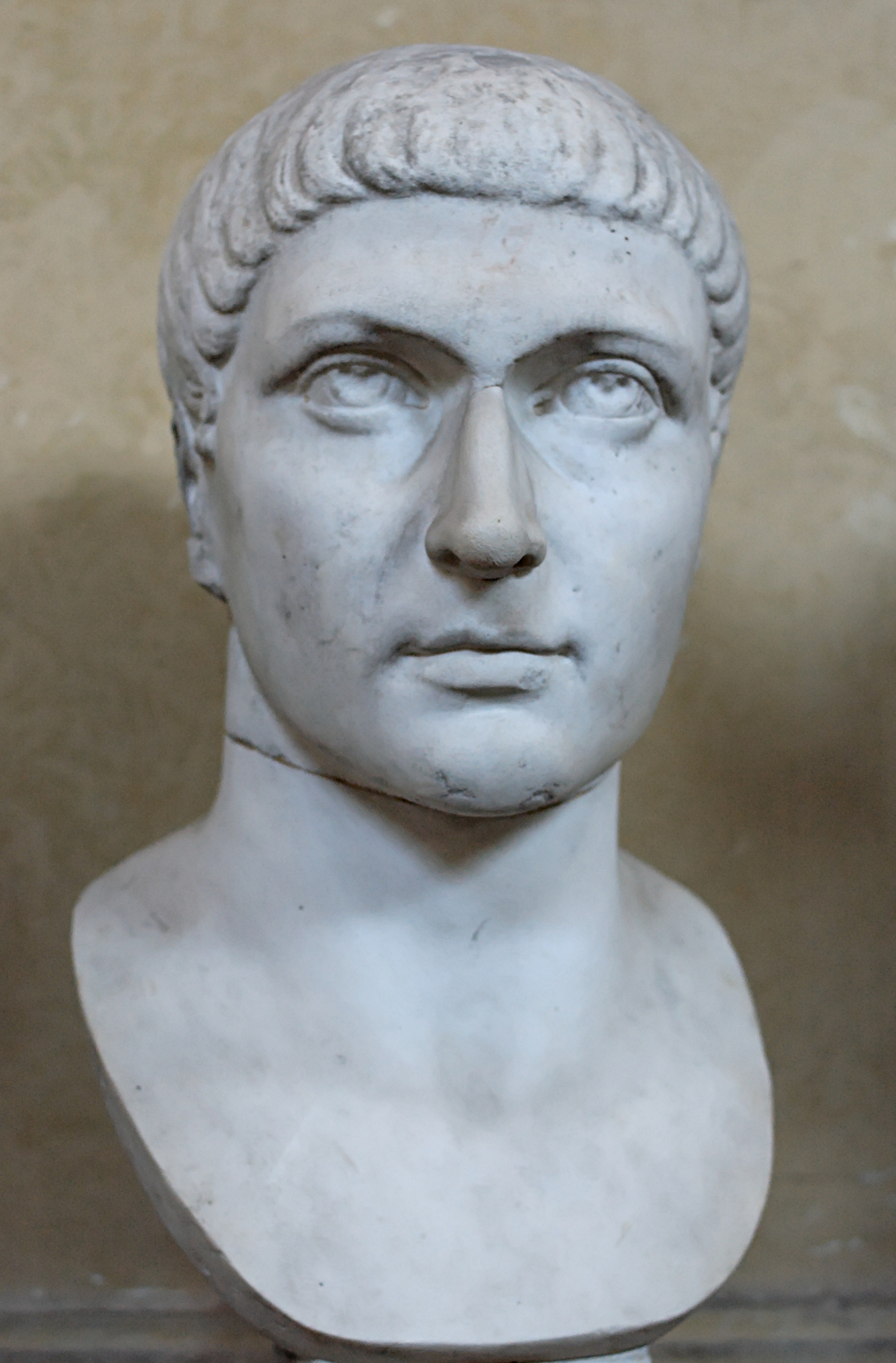
콘스탄티누스 대제, 율리우스 콘스탄티우스의 이복 형

율리우스 콘스탄티우스는 289년 이후 콘스탄티우스 클로루스와 막시미아누스의 양녀인 그의 아내 테오도라 사이에서 태어났다. 그는 달마티우스와 한니발리아누스라는 두 형제와 콘스탄티아, 아나스타샤, 유트로피아라는 세 자매가 있었다. 황제 콘스탄티누스 1세는 콘스탄티우스 클로루스와 헬레나의 아들로 그의 이복 형이다. 이 뛰어난 친족 관계에도 불구하고 율리우스 콘스탄티우스는 결코 황제나 공동 황제가 아니었다. 그러나 콘스탄티누스는 그에게 파트리키우스(Patricius)라는 칭호를 주었다.
율리우스 콘스탄티우스는 두 번 결혼했다. 후기 집정관인 Vulcacius Rufinus 와 Neratius Cerealis의 누이인 그의 첫 부인 갈라(Galla)와의 사이에서 그는 아들 둘과 딸 하나를 두었다. 이름이 알려지지 않은 그의 장남은 아버지와 함께 337년에 살해되었다. 그의 둘째 아들 콘스탄티우스 갈루스는 그의 사촌인 콘스탄티우스 2세에 의해 카이사르로 임명되었다. 그의 딸은 콘스탄티우스 2세의 첫째 부인이었다. 율리우스와 갈라 사이에는 324년에서 331년 사이에 태어났으며 유스투스(Justus)와 결혼하여, 테오도시우스 1세 황제의 아내가 되는 갈라라고 불리던 딸의 어머니인 유스티나를 낳은 또 다른 딸이 있다는 견해도 있다.
첫번째 부인이 죽은 후 율리우스 콘스탄티우스는 이집트 총독 율리우스 율리아누스의 딸인 그리스 여성 바실리나와 결혼했다. 바실리나는 그에게 미래에 배교자 율리아누스 황제가 되는 다른 아들을 낳아 주었는데 332/333년에 남편보다 먼저 사망했다. 율리우스 콘스탄티우스의 기타 결혼에 대해서는 알려진 바가 없지만 그에 대한 출처가 다소 열악하기 때문에 물론 다른 결혼이 배제되지 않는다. 율리우스 콘스탄티우스는 계모인 헬레나의 권유로 처음에는 이복 형인 콘스탄티누스의 궁정에서 살지 않고 달마티우스, 한니발리아누스와 함께 톨로사, 아들 갈루스의 출생지인 에트루리아, 고린도 등에 거주하였다. 마침내 그는 콘스탄티노플로 부름을 받아 콘스탄티누스와 좋은 관계를 맺을 수 있었다.
콘스탄티누스는 그의 이복 동생을 선호하여 Ceionius Rufius Albinus와 함께 그를 335 년에 Patricius 와 Consul로 임명했다. 그러나 337년에 콘스탄티누스가 죽은 후 콘스탄티누스 왕조의 여러 남자가 살해되었는데, 그중에는 콘스탄티우스(그의 재산은 몰수당함)와 그의 장남이 있었다. 그의 어린 두 아들(콘스탄티우스 갈루스, 율리아누스)은 337년에 아직 어렸기 때문에 살아남았다. 그들은 나중에 각각 카이사르(콘스탄티우스 갈루스)와 아우구스투스(율리아누스)의 직위로 승격되었다.